# Maurice Coomarawel
Maurice Coomarawel (16 de abril de 1940 – 22 de julho de 2008) foi um ciclista cingalês. Ele representou seu país durante os Jogos Olímpicos de Verão de 1960, na prova de corrida em estrada.